# Notrufarmband
Ein Notrufarmband ist ein für alleinstehende Senioren entwickeltes Gerät, das im Falle einer Hilflosigkeit Hilfe ruft. Es wird wie eine Armbanduhr am Handgelenk getragen, das Gerät kann aber oft auch als Anhänger an einer Kette oder einem Band um den Hals getragen werden.
Notrufarmbänder verfügen über einen Alarmknopf, der leicht erreichbar ist, da in vielen Notlagen wie Sturz, Schlaganfall oder Herzinfarkt ein Telefonat nicht mehr möglich ist. Einige Geräte können auch selbständig Alarm geben, wenn sie einen Sturz registrieren.
Darüber hinaus verfügen einige Geräte über Zusatzfunktionen wie Zeitanzeige oder Messungen für Puls, Blut-Sauerstoffsättigung und Herzrhythmus. Geräte für außer Haus verfügen auch über eine Ortungsmöglichkeit über GPS oder W-LAN.
Es gibt Geräte zum Kauf, in denen die Telefonnummern von Nachbarn oder Angehörigen gespeichert werden können, die das Notrufarmband anruft, und es gibt Geräte, die den Alarm zu einer Zentrale mit Personal leiten. Für diese Notrufarmbänder ist für den Dienst eine monatliche Gebühr zu entrichten, die von der Pflegekasse getragen werden kann.